# Триклокарбан
Триклокарбан (англ. triclocarban, ТСС) — антибактериальное химическое вещество, которое ранее широко использовалось в средствах личной гигиены, в частности, в антибактериальном мыле, но в 2010-х постепенно выведено из употребления. Изначально он был разработан для использования в медицине.
На 2003 год механизм действия триклокарбана неизвестен, несмотря на это, известно, что TCC воздействует на рост бактерий, например, на золотистый стафилококк (Staphylococcus aureus), и может быть эффективен в борьбе с инфекциями. Проводимые в 2017 году дополнительные исследования направлены на то, чтобы понять его способность вызывать устойчивость к антибиотикам и его влияние на здоровье человека и окружающую среду.
В 2017 году группа из более чем 200 учёных и врачей выпустила Флорентийское заявление о триклозане и триклокарбане, в котором они призвали ограничить производство и использование в быту этих веществ из-за их негативного влияния на окружающую среду и риск распространения устойчивых к антибиотикам патогенов.
В 2016–2017 годах регуляторы ведущих стран ввели ограничительные меры на массовое использование триклокарбана в быту.

## Применение
Триклокарбан используется в качестве противомикробного и противогрибкового соединения с 1960-х годов. Он обычно встречается в средствах личной гигиены в качестве противомикробного средства в мыле, лосьонах, дезодорантах, зубной пасте и пластике. В 2005 году около 80 % всего кускового противомикробного мыла, продаваемого в США, содержало триклокарбан. В 2011 году потребители в США ежегодно тратили почти миллиард долларов на бытовую продукцию, содержащую триклокарбан и триклозан.
В декабре 2013 года Управление по санитарному надзору за качеством пищевых продуктов и медикаментов (FDA) потребовало от всех компаний в течение следующего года доказать, что триклокарбан не вреден для потребителей. Компании Johnson & Johnson, Procter & Gamble, Colgate-Palmolive и Avon начали постепенно отказываться от антибактериальных ингредиентов из-за их потенциального влияния на здоровье.
К 2016 году использование триклокарбана в мыле сократилось до 40 %, а в сентябре того же года FDA запретило триклокарбан, триклозан и 17 других распространённых антибактериальных агентов к сентябрю 2017 года из-за того, что их лучшая безопасность или эффективность не были доказаны в сравнении с обычным мылом и водой.

## Химическая структура и свойства
Триклокарбан, или 3-(4-хлорфенил)-1-(3,4-дихлорфенил)мочевина, представляет собой белый порошок, нерастворимый в воде. Хотя триклокарбан имеет два хлорированных фенильных кольца, он структурно похож на карбанилидные соединения, часто встречающиеся в пестицидах (таких как диурон) и некоторых лекарствах. Хлорирование кольцевых структур часто связано с гидрофобностью, стойкостью в окружающей среде и биоаккумуляцией в жировых тканях живых организмов. По этой причине хлор также является распространенным компонентом стойких органических загрязнителей. Триклокарбан несовместим с сильными окислителями и сильными основаниями, продукты реакций с которыми могут быть опасными (взрывоопасные, токсичные, в этих реакциях выделяются опасные газы и тепло).

### Получение
Существует два коммерческих способа производства триклокарбана с использованием реакции изоцианатов с нуклеофилами, такими как амины, с образованием мочевины:
1. 4-хлорфенилизоцианат взаимодействует с 3,4-дихлоранилином[англ.].
2. 3,4-дихлорфенилизоцианат[англ.] взаимодействует с 4-хлоранилином[англ.]

Проект фармакопейной статьи FDA (USP monograph) для триклокарбана требует чистоту конечного продукта не менее 97,0 % (массовая доля). Промышленное производство даёт более чистый продукт с массовой долей триклокарбана 98 %.

## Механизм действия

### Действие на бактерии
Триклокарбан преимущественно активен в отношении грамположительных бактерий (бактерий с толстой пептидогликановой стенкой). На 1999 год точный механизм действия триклокарбана неизвестен, но в экспериментах продемонстрировано, что он обладает бактериостатическим действием, предотвращающим размножение бактерий.

### Действие на организм человека
На 2012 год точный механизм воздействия триклокарбана на здоровье человека, как и бактерий, неясен. Как правило, триклокарбан усиливает экспрессию генов стероидных гормонов, включая андрогены, эстрогены и кортизол. Предполагается, что это соединение действует аналогично кофакторам или коактиваторам, которые модулируют активность рецепторов эстрогена и рецепторов андрогенов. Эксперименты показывают, что триклокарбан активирует конститутивные андростановые рецепторы и альфа-рецепторы эстрогена, как in vivo, так и in vitro, и потенциально может изменять нормальный физиологический гомеостаз. Активация этих рецепторов усиливает экспрессию генов и при этом может быть механистической основой воздействия триклокарбана на здоровье человека. Однако необходимы дальнейшие исследования, чтобы определить, увеличивает ли триклокарбан активность половых стероидных гормонов путем связывания с рецепторами или путем связывания и повышения чувствительности коактиваторов рецепторов.

## Антибактериальные свойства
Триклокарбан подавляет как первичные бактериальные инфекции кожи и слизистых оболочек, так и инфекции с риском развития суперинфекции. In vitro было обнаружено, что триклокарбан эффективен против различных штаммов стафилококков, стрептококков и энтерококков. К 2012 году в исследованиях было показано, что он эффективен в качестве антибактериального средства даже в очень низких концентрациях. Также было выяснено, что минимальная ингибирующая концентрация триклокарбана находится в диапазоне от 0,5 до 8 мг/л для этих бактерий. Триклокарбан, несомненно, оказывает бактериостатическое действие только на грамположительные бактерии (например, на золотистый стафилококк), что позволяет предположить, что механизм антибактериальной активности триклокарбана заключается в нарушении стабильности стенок бактериальных клеток.

### Резистентность к антимикробным препаратам
Воздействие низких уровней триклокарбана и других антибактериальных химических веществ на организмы рыб, водорослей и человека убивает слабые микробы и позволяет размножаться более сильным, устойчивым к этому веществу штаммам. Поскольку микробы обмениваются наследственной информацией, увеличение количества устойчивых штаммов увеличивает вероятность того, что слабые к антибактериальному агенту микробы приобретут эти гены устойчивости. Следствием станет новая колония устойчивых к лекарствам микробов.
Когда устойчивые к противомикробным препаратам микробы подвергаются воздействию этих препаратов, у них увеличивается экспрессия генов, обеспечивающих эту устойчивость. Риск устойчивости бактерий к антибиотикам изучался путём количественного мониторинга распространённости гена tetQ в пробах сточных вод городской канализации. Поскольку tetQ является наиболее распространённым геном устойчивости в окружающей среде и кодирует белки защиты рибосом, количество его экспрессии коррелирует с уровнем устойчивости в микробной популяции. Было показано, что добавление триклокарбана увеличивает экспрессию гена tetQ.
Исследователи также обнаружили, что экспрессия гена TetQ в бактериях значительно увеличивается при одновременном добавлении в экспериментальную систему нескольких противомикробных препаратов, таких как тетрациклин, триклозан и триклокарбан. Комбинация этих соединений влияет на устойчивость, создавая ситуацию, при которой происходит совместный отбор генов устойчивости (естественный отбор более чем одним реагентом). Сложная природа микробных сообществ и множество антибиотиков, присутствующих в водной среде, часто приводят к такого рода динамическому отбору и множественным моделям устойчивости, наблюдаемым у встречающихся в природе бактерий.

## Влияние на окружающую среду
При производстве триклокарбана выделяются 139 токсичных канцерогенных побочных продуктов, таких как 4-хлоранилин и 3,4-дихлоранилин. Большее количество этих канцерогенов может быть высвобождено при химическом, физическом и биологическом разложении триклокарбана. Срок действия химического вещества триклокарбана при использовании личных продуктов относительно невелик. При утилизации триклокарбан смывается в канализацию и проходит через городские очистные сооружения, где из воды удаляется около 97–98 % триклокарбана.
Сброс сточных вод с очистных сооружений и размещение ила на суше являются основным путём воздействия триклокарбана на окружающую среду. Исследования показывают, что триклокарбан и триклозан были обнаружены в сточных водах и илах (твёрдых биоотходах) из-за их неполного удаления при очистке сточных вод. Из-за их гидрофобной природы значительное количество таких отходов в потоках сточных вод превращается в ил с концентрациями этих веществ порядка единиц мг/кг. Объём триклокарбана, повторно поступившего в окружающую среду в осадке сточных вод после первоначального успешного захвата из сточных вод, составляет 127000±194000 кг/год. Это эквивалентно 4,8–48,2% от общего объёма их потребления в США. Показано, что культуры, поглощающие противомикробные вещества из почвы, включают ячмень, овсяницу луговую, морковь и фасоль пинто. Исследования показывают, что значительное количество триклокарбана (227000–454000 кг/год) может проникать через очистные сооружения и повреждать водоросли в поверхностных водах.

## Проблемы окружающей среды

### Сточные Воды
Высокие концентрации триклокарбана могут быть обнаружены в сточных водах. По состоянию на 2011 год он входил в десятку наиболее часто обнаруживаемых органических соединений в сточных водах по частоте и концентрации. Триклокарбан был обнаружен в возрастающих концентрациях за последние пять лет. В 2011 году его обнаруживали чаще, чем триклозан.

### Токсичность для дикой природы
Триклокарбан имеет коэффициент опасности выше единицы, что указывает на его токсичность для живых организмов. Поскольку триклокарбан содержится в высоких концентрациях в водной среде, существуют опасения относительно его токсичности для водных видов. В частности, было показано, что триклокарбан токсичен для амфибий, рыб, беспозвоночных и водных растений, а следы этого соединения были обнаружены у атлантических дельфинов. Триклокарбан может разрушать гормоны, важные для развития и эндокринных процессов у диких животных, подвергшихся его воздействию. При контакте с этим соединением особенно страдают неврологическая и репродуктивная системы животных. Триклокарбан также может влиять на поведение диких животных. В частности, триклозан и триклокарбан в 100–1000 раз более эффективны в ингибировании и уничтожении водорослей, ракообразных и рыб, чем в уничтожении микробов. Триклокарбан и триклозан были обнаружены во многих организмах, включая водорослей, червей, рыб и дельфинов.

### Биоаккумуляция
Биоаккумуляция триклокарбана возможна в ряде организмов. Известно, что дождевые черви хранят это химическое вещество в своих телах, и из-за их экологической роли в качестве источника пищи они могут перемещать триклокарбан вверх по пищевой цепочке. Почвенные микробы также аккумулируют триклокарбан, однако было обнаружено, что он не влияет на их здоровье. Триклокарбан быстро накапливается как в водорослях, так и во взрослых улитках. Триклокарбан с большей вероятностью, чем триклозан, биоаккумулируется в водных организмах.
Накопление триклокарбана происходит в растениях, обработанных водой, содержащей триклокарбан. Однако подсчитано, что с овощами люди получают менее 0,5 % допустимой суточной дозы триклокарбана. Таким образом, концентрация триклокарбана в съедобных частях растений не оказывает влияния на организм человека.
Способность триклокарбана биоаккумулироваться[уточнить] в растениях была использована при строительстве водно-болотных угодий, предназначенных для удаления триклокарбана из сточных вод. Эти искусственные водно-болотные угодья считаются экономически эффективным вариантом очистки бытовых сточных вод от фармпрепаратов и бытовой химии, включая триклокарбан и триклозан. Такие соединения имеют тенденцию концентрироваться в корнях болотных растений. Потенциальные экологические риски, связанные с этим методом, заключаются в уменьшении корневой системы растений водно-болотных угодий, уменьшении поглощения питательных веществ, снижении конкурентоспособности и увеличении вероятности вырывания корней. Из-за этих рисков долгосрочное воздействие содержащих триклокарбан сточных вод на экосистемы болот, используемых в качестве основного решения проблемы загрязнения окружающей среды сточными водами, на 2012 год все еще обсуждается.

## Влияние на здоровье человека

### Личная гигиена
В одном исследовании изучалось, как триклокарбан остаётся в организме человека после использования куска мыла со следами триклокарбана. Анализ образцов мочи испытуемых людей показывает, что после глюкуронирования триклокарбана его окислительные метаболиты выводятся с меньшей готовностью, чем сам триклокарбан. В этом же исследовании было проведено местное лечение триклокарбаном крыс и путем анализа уровней в моче и плазме было продемонстрировано, что триклокарбан действительно системно остается в организме.

### Эндокринные расстройства in vitro и у животных
В эксперименте in vitro обнаружено, что триклокарбан индуцирует слабые реакции, опосредованные рецепторами арилуглеводорода, эстрогена и андрогена. Для окончательного вывода этот эффект еще предстоит подтвердить в условиях живого организма (in vivo). In vitro триклокарбан усиливает дигидротестостерон-зависимую активацию экспрессии генов, отвечающих за андрогенные рецепторы до 130%. Также  in vitro триклокарбан является мощным ингибитором фермента растворимой эпоксидгидролазы (sEH). Кроме того, in vitro у навозных червей (лат. Eisenia foetida) триклокарбан усиливает биологическую активность тестостерона и других андрогенов. Эта повышенная активность может иметь неблагоприятные последствия для репродуктивного здоровья. Исследования триклокарбана на крысах показали, что под его воздействием увеличивается размер предстательной железы. Усиление половых гормонов может способствовать росту рака молочной железы и простаты.
Токсичность триклокарбана в отношении летальности невелика, LD50 более 5000 мг/кг. Скорость его проникновения через кожу при контакте также низкая. Однако повторное воздействие низких доз может со временем вызвать эндокринные нарушения.

## Безопасность
Разлив триклокарбана может быть опасен для людей и окружающей среды. Настоятельно рекомендуется немедленно удалить и локализовать разлив, включая триклокарбан в виде пыли. Хотя триклокарбан практически не оказывает прямого вредного воздействия на здоровье за исключением аллергических реакций, рекомендуется предотвращать воздействие триклокарбана. Поскольку триклокарбан попадает в организм в том числе через поры кожи, ношение перчаток, правильное мытье рук и общая надлежащая гигиена снижают риск воздействия и раздражения кожи. Высокие концентрации триклокарбановой пыли могут оставаться в лёгких и подавлять лёгочную и дыхательную функции. Для лиц с предшествующими респираторными заболеваниями триклокарбан усугубляет тяжесть респираторных заболеваний, и в качестве меры предосторожности рекомендуется надлежащая защита. В случае воздействия триклокарбана человеку предлагается промыть поражённый участок водой или очистить дыхательные пути. Помимо неблагоприятного воздействия на человека и окружающую среду, твёрдый триклокарбан представляет опасность возгорания. Он особенно горюч в виде пыли. Загрязнение другими окислителями также может привести к возгоранию.

## Регулирование
Управление по санитарному надзору за качеством пищевых продуктов и медикаментов США начало рассматривать безопасность триклокарбана и триклозана в 1970-х годах, но из-за трудностей с поиском альтернатив этим противомикробным препаратам окончательное решение не было принято (англ. drug monograph). Судебный иск Совета по защите природных ресурсов, поданный в 2010 году, вынудил FDA пересмотреть регулирование триклокарбана и триклозана. Агентство по охране окружающей среды США поддерживает регулирующий контроль над триклокарбаном и триклозаном.
2 сентября 2016 года Управление по санитарному надзору за качеством пищевых продуктов и медикаментов США (FDA) объявило, что к концу 2017 года триклокарбан и триклозан должны быть исключены из всей мыльной продукции, производимой в США. Триклокарбан по своему использованию и вредному воздействию на здоровье аналогичен триклозану и гексахлорофену, которые к тому времени уже были запрещены FDA
В 2017 году учёные и врачи опубликовали Флорентийское заявление о триклозане и триклокарбане с призывом ограничить производство и использование в быту средств с этими веществами. Этот документ подписали более 200 специалистов.
Помимо Управления по санитарному надзору за качеством пищевых продуктов и медикаментов США (англ. FDA), триклокарбан наряду с триклозаном запретили добавлять в антибактериальные моющие средства ведущие организации здравоохранения и регулирования в сфере бытовой химии, в том числе Европейское агентство по химикатам (англ. ECHA).

## Дальнейшие исследования
Учёные ищут более устойчивые противомикробные препараты, которые сохраняют свою эффективность и при этом минимально токсичны для окружающей среды, людей и дикой природы. Это влечёт за собой низкую степень биоаккумуляции и быстрое чистое биоразложение в существующих очистных сооружениях. Пониженный потенциал или отсутствие потенциала антимикробной резистентности также предпочтительнее. Противомикробные вещества следующего поколения должны воздействовать на широкий спектр микробов и патогенов, а также быть минимально токсичными и минимально аккумулироваться у нецелевых видов живых организмов.
Синтез этих соединений можно улучшить, найдя возобновляемые источники для их производства, которые не наносят вреда окружающей среде и персоналу. Исследования в области устойчивого химического производства (англ. sustainable chemical production) помогают разрабатывать экологически чистые фармацевтические препараты. Эти же принципы могут быть применены к разработке улучшенных противомикробных препаратов. Разработки в этой области принесут пользу как людям, так и окружающей среде.